# Sieteiglesias de Tormes
Sieteiglesias de Tormes – gmina w Hiszpanii, w prowincji Salamanka, w Kastylii i León, o powierzchni 14,29 km². W 2011 roku gmina liczyła 175 mieszkańców.